# Killing
Killing (conosciuto anche come Kiling, Kilink, Sadistik, Satanik), è un personaggio dei fumetti neri italiani protagonista di una omonima serie a fumetti realizzata con la tecnica del fotoromanzo, pubblicata dal 1966 al 1969 nella quale al genere principale si miscelavano tinte erotiche e splatter.
Nato sulla scia del successo di Diabolik, è ispirato a Kriminal e Fantax ed esordì un mese dopo Genius, una testata con caratteristiche simili pubblicata da un altro editore, Furio Viano.
Nel 2007 è uscito il documentario The Diabolikal Super-Kriminal che racconta la vera storia di Killing attraverso le testimonianze dei suoi interpreti. All’interno del documentario c’è un vero e proprio mini film del criminale realizzato ex novo con nuovi attori.

## Trama
Killing è uno spietato criminale che rapina ed uccide senza scrupoli e che si crogiola nella violenza sfogando i suoi bassi istinti principalmente contro donne. Ha una fidanzata di nome Dana, sua complice e perfida forse più di lui.
Terrorizza le sue vittime celando la propria identità con una calzamaglia nera su cui è raffigurato uno scheletro e con una maschera con un teschio che ne cela il volto. L’anti-eroe mascherato ha la calzamaglia e la maschera quasi identiche a quelle di Kriminal, ma il “volto” è stato orrendamente deformato come per sottolineare il passo ulteriore nell'azione truculenta fino allo splatter praticato con ogni tipo di attrezzo oltre all'uso delle armi e degli strumenti di tortura tradizionali.

## Storia editoriale
La serie esordisce il 15 marzo 1966 edito dalla Ponzoni Editore di Milano e comprende 62 numeri pubblicati da marzo 1966 ad aprile 1969 ideata da Pino Ponzoni e dallo sceneggiatore Luigi Naviglio. Viene pubblicata in formato tascabile con fotoromanzi diretti da Rosario Borelli e interpretati da diversi caratteristi del cinema in compagnia di varie attrici agli esordi come Luciana Paoli che interpreta il ruolo di Dana. In appendice venivano pubblicati racconti dello stesso Naviglio, vignette di Giancarlo Mangini e foto di attrici, oltre alla galleria degli interpreti stessi del fotoromanzo. La serie si concluse con il numero 62 dove si annunciava, senza essere mai pubblicato, il n. 63 “Stirpe di canaglie”. Il suo creatore è lo stesso editore Pino Ponzoni mentre le sceneggiature sono di Luigi Naviglio, uno scrittore di fantascienza.
Inizialmente si era raccontato che il personaggio mascherato di Killing era interpretato da un giovane attore selezionato dal regista Rosario Borelli e scelto per il fisico e le qualità atletiche richieste per le scene da girare il quale contrattualmante non poteva mostrare a nessuno il suo vero volto, nemmeno al resto della troupe e doveva sempre essere fotografato mascherato o comunque senza mai mostrare il proprio volto. Questo servì a creare un alone di mistero e di curiosità intorno al personaggio. L’attore era Aldo Agliata, mentre il regista Borelli interpretava l'ispettore Mercier.
A causa delle presenza di foto delle attrici molto discinte e in pose sexy la magistratura ne bloccò la distribuzione e di conseguenza fu sospesa la produzione.
La serie venne distribuita contemporaneamente anche per il mercato francese sempre dalla Ponzoni Editore ma con il nome di Satanik. Anche in Francia la censura ne bloccò la distribuzione al sedicesimo numero. La serie venne pubblicata anche negli Stati Uniti, in Colombia, Argentina e Brasile.
In Turchia il personaggio è stato usato per il film della serie Kilink.

### Volumi pubblicati
Gli albi vengono pubblicati a cadenza quindicinale fino al nº 56 e poi quattordicinale fino alla conclusione. Da subito sono vietati ai minori di 18 anni e hanno un buon riscontro editoriale. La serie comprende 62 volumi pubblicati dalla Ponzoni Editore dal 15 marzo 1966 al 29 marzo 1969. Annunciato ma mai pubblicato il n. 63 “Stirpe di canaglie”.
1. “Piombo rovente”
2. “Sangue e droga”
3. “Bambole e dollari”
4. “Il re del delitto”
5. “La grande fuga”
6. “7 donne per un raja”
7. “Notte di terrore”
8. “Il ghigno della morte”
9. “Crepa, bastardo!”
10. “Scacco alla mala”
11. “Una forca per Killing”
12. “Il racket del vizio”
13. “Per un pugno di sporchi smeraldi”
14. “Le maschere della morte”
15. “Una bionda di troppo”
16. “Assassinio di un presidente”
17. “Baciami e uccidi”
18. “Caccia mortale”
19. “Passaggio per l’Inferno”
20. “Sul filo del terrore”
21. “Dollari e piombo”
22. “Morta… morbida… morta”
23. “La notte calda”
24. “La torre della tortura”
25. “Requiem per una sadica”
26. “Anonima Morte”
27. “L’implacabile vendetta”
28. “Il giuramento di Mercier”
29. “La bara vivente”
30. “Carogne si muore”
31. “La gang del piacere”
32. “Nuda per il boia”
33. “Un cadavere di troppo”
34. “Il bacio della morte”
35. “Le dannate del vizio”
36. “Paura nuda”
37. “Eredità di sangue”
38. “… e dopo uccidi”
39. “Una muore una resta”
40. “La morte è servita”
41. “Un cadavere che vale”
42. “Dall’Inferno non si torna”
43. “Morire è facile”
44. “Combinazione morte”
45. “L’ora della violenza”
46. “Il premio è morire”
47. “Odio per odio”
48. “Mezzanotte all’Inferno”
49. “La legge del terrore”
50. “Passaporto per Satana”
51. “Bara per due”
52. “La notte dei demoni”
53. “Morte al palo”
54. “Ballata per mitra”
55. “Il ritorno dell’impiccato”
56. “Non pregare spara”
57. “Sinfonia funebre”
58. “Gli abissi della morte”
59. “La gang del terrore”
60. “La morte ha paura”
61. “Fossa per un boia”
62. “L’urlo della paura”

### Ristampa
Nel 1975 vennero ristampati a periodicità variabile sei numeri dalla casa editrice Vela.
1. "Piombo rovente"
2. "Sangue e droga"
3. "Bambole e dollari"
4. "Il re del delitto"
5. "La grande fuga"
6. "Sul filo del terrore" (ristampa nº20)

## Critica
Killing è indubbiamente una figura importante nell'evoluzione del genere e nonostante un soggetto iniziale non originale negli spunti di base chiaramente ispirati agli altri personaggi del genere, il fotoromanzo realizzato con una maggiore disponibilità di mezzi rispetto a Genius e le sue storie poliziesche particolarmente violente e crudeli oltre a qualche scena di nudo femminile comunque castigato, ne decretano da subito il successo.
Le trame erano dense di una forte connotazione erotica ed estremamente trasgressive per l'epoca oltre ad avere espedienti visivi e di sceneggiatura particolarmente efficaci. Si riscontra una certa qualità nella fattura degli albi-fotoromanzo per merito della regia di Borelli che era di tipo essenzialmente cinematografico il quale pretendeva che tutti gli attori recitassero le battute a voce alta durante gli scatti fotografici per ottenere la massima espressività. Il foto-fumetto girato come un film vantava costi notevoli per l’epoca, c’erano al lavoro diversi fotografi per avere un maggiore numero di scatti e di angolazioni diverse tra le quali scegliere le foto da pubblicare con la sovra-impressione dei balloon tipici dei fumetti, inoltre ogni numero richiedeva cinque o sei giorni di lavorazione ma tali costi venivano giustificati da una tiratura di centinaia di migliaia di copie. Vi si riscontra un certo fascino ed una certa riminiscenza cinematografica tipica per il genere thriller-poliziesco degli anni sessanta in cui il linguaggio duro pieno di termini quali “pupe”, “canaglie” e “maledetti bastardi” insieme a un uso volutamente esagerato degli stereotipi del genere danno a questi racconti un certo gusto “pulp” che il pubblico dimostra di apprezzare.

## Cinema

### Lungometraggi turchi
In Turchia il personaggio è stato usato per il film della serie Kilink. Kilink è il nome di un personaggio basato su Killing protagonista di lungometraggi privi di autorizzazione realizzati in Turchia e che nei vari episodi incontra altri personaggi come il mostro di Frankenstein, Mandrake il Mago, Django e un ibrido Superman-Batman.
- Kilink Istanbul'da (1967 - Kilink in Istanbul - primo episodio della trilogia turca di Killing)[9][10][11]
- Kilink uçan adama karsi (1967 - Killing Vs. the Flying Man - secondo episodio della trilogia turca di Killing)[9][10][11][12][13]
- Kilink Soy ve Öldür (1967 - Kilink Strip and Kill - terzo episodio della trilogia turca di Killing)[9][10][11][14][15]
- Cango Olum Suvarisi (1967 - Django the Cavalier Killer)[9]
- Kilink Caniler Krali (1967 - Kilink King of the Psychos)[9][11][16]
- Mandrake Killing'e karsi (1967 - Mandrake vs Kilink - Killing contro Mandrake - pellicola non autorizzata dove compare Mandrake contro Killing)[9][17]
- Kilink Frankestayn'a karsi (1967 - Kilink vs. Frankenstein)[9][18]
- Killing Oluler Konusmaz (1967 - Kilink: Corpses Can’t Talk!)[9][19]
- Saskin Hafiye Kilink'e karsi (1967 - The Baffled Detective vs Kilink)[9][20]
- Disi Killing (1967 - She-Killing)[9][21]
- Killing ölüm saçiyor (1971 - Kiling Murder Spree)[9][22]
- Killing Kolsuz Kahraman'a Karsi (1975 - Kilink vs the Armless Hero)[9][23]
- Kilink-Kayip Altinlar (2008)[24]
- Bay Kilink Istanbul'da (2011 - Mr. Kilink in Istanbul)[9][25]
- Kilink Kayip Elmaslar (2012)[26]

### Documentari
- The Diabolikal Super-Kriminal (2007)